# Saint-Georges-Buttavent
Saint-Georges-Buttavent é uma comuna francesa na região administrativa da Pays de la Loire, no departamento de Mayenne. Estende-se por uma área de 36,87 km². Em 2010 a comuna tinha 1 468 habitantes (densidade: 39,8 hab./km²).